# Time (KinKi Kidsの曲)
「Time」（タイム）は、KinKi Kidsの31枚目のシングル。2011年6月15日発売。発売元はジャニーズ・エンタテイメント。

## 解説
CDシングルは初回盤、通常盤の2形態で発売されている。初回盤には「Time」のミュージック・ビデオとメイキング映像を収録したDVDが付属となっている。

## チャート成績
2011年6月27日付のオリコン週間ランキングで、初週15.1万枚を売り上げ初登場1位を獲得した。KinKi Kidsは1997年のデビュー以来続く「連続首位獲得年数」記録を15年連続（1997-2011年）に更新した。また、「デビューからの連続首位獲得年数」歴代1位の記録で、歴代2位の中森明菜（9年連続・1982-1990年）との差を7年に広げた。

## 収録曲

### 初回盤
1. Time
（作詞：U-Key zone・mikula / 作曲・編曲：U-Key zone / ストリングスアレンジ：SimonHale）
ゲーム『真・三國無双6』イメージソング[3]。
PVはロサンゼルスで撮影され、監督はマーカス・ニスペルが務めた。堂本光一は歌詞について「陰の感じを秘めてる。あの時ってどの時なんだろう、どういう事が起きたんだろう?」と述べている[4]。
出版者：ブライト・ノート・ミュージック
2. Time - instrumental

#### DVD
1. ｢Time｣ - Music Clip & Making -

### 通常盤
1. Time
2. 灰色の花
（作詞・作曲：成海カズト / 編曲：長岡成貢）
出版者：ブライト・ノート・ミュージック
3. 君と僕のうた
（作詞・作曲：作田雅弥 / 編曲：石塚知生）
出版者：ブライト・ノート・ミュージック

## 収録アルバム
- Time
  - K album
  - The BEST
- 灰色の花

（アルバム未収録）
- 君と僕のうた

（アルバム未収録）

## 映像作品
- Time
  - K album（初回限定盤）
  - King・KinKi Kids 2011-2012
  - KinKi Kids Concert -Thank you for 15years- 2012-2013
  - We are KinKi Kids Dome Concert 2016-2017 TSUYOSHI & YOU & KOICHI
  - KinKi Kids CONCERT 20.2.21 -Everything happens for a reason-
  - KinKi Kids O正月コンサート2021
  - KinKi Kids Concert 2022-2023 24451〜The Story of Us〜
  - P album（初回盤B）